# Katarzia
Katarzia, pseudonimo di Katarína Kubošiová (Nitra, 9 febbraio 1989), è una cantante slovacca.

## Biografia
Katarzia studiato Sceneggiatura, Cinematografica e Drammaturgia presso la Scuola di Cinema e Televisione dell'Accademia delle Arti Sceniche di Bratislava e ha lavorato per TV Markíza come assistente alla regia.
Dopo aver tenuto il suo primo concerto di inediti presso la discoteca Nu Spirit nella capitale slovacca nel 2012 ha firmato un contratto discografico con la Sinko Records, sotto la quale ha pubblicato il suo album di debutto, Generácia Y, l'anno successivo. Il secondo disco, Agnostika, uscito tre anni dopo, ha ottenuto un buon successo commerciale in Slovacchia, raggiungendo la 15ª posizione nella classifica settimanale degli album più venduti. Nel 2018 è uscito il terzo album Antigona, che ha debuttato al 46º posto in classifica.

## Discografia

### Album in studio
- 2013 – Generácia Y
- 2016 – Agnostika
- 2018 – Antigona
- 2020 – Celibát
- 2021 – N5

### Singoli
- 2018 – Kde sa slzy berú
- 2020 – Samota mi nevadí